# Saint-Jean-Baptiste
Saint-Jean-Baptiste è un comune del Canada, situato nella provincia del Québec, nella regione di Montérégie.